# Luca Ermenegildo Pasetto
Luca Ermenegildo Pasetto, O.F.M.Cap. (Padua, 17 de septiembre de 1871-Venecia, 22 de enero de 1954) fue un arzobispo católico italiano. Fue el último patriarca titular de Alejandría de los latinos antes de la abolición del título en 1964.

## Biografía
ingresó en la Orden de los Frailes Menores Capuchinos en el convento de San Sebastián de Bassano del Grappa, recibiendo el nombre religioso de fray Luca de Padua. Ordenado sacerdote el 10 de agosto de 1896; en enero de 1909 fue nombrado coadjutor del predicador apostólico fray Pacífico de Seggiano, quien el 20 de mayo del año anterior había sido elegido Ministro general de la Orden de los Capuchinos. Fue Predicador Apostólico (1914-1921), y consultor de la Sagrada Congregación de Ritos para las Causas de los Santos (26 de diciembre de 1914).
El Papa Benedicto XV lo eligió obispo de la sede titular de Gera, recibiendo su consagración episcopal el 27 de noviembre de 1921 de manos del cardenal Gennaro Granito Pignatelli di Belmonte, obispo suburbicario de Albano, teniendo como co-consagrantes a Andrea Giacinto Longhin, futuro beato, obispo de Treviso, y Gherardo Sante Menegazzi, obispo de Comacchio, ambos pertenecientes a la Orden de los Capuchinos.
La Santa Sede le encargó numerosas tareas delicadas como visitador apostólico a varias diócesis, seminarios, curias y colegios religiosos, así como visitador apostólico y superior de varias órdenes y congregaciones religiosas tanto en Italia como en el extranjero. Entre otros, visitó al Padre Pio de Pietrelcina en san Giovanni Rotondo, junto con monseñor Felice Bevilacqua el 14 de marzo de 1933, enviado por el Papa Pío XI para ver al fraile estigmatizado que hasta ese momento vivía sin poder celebrar Misa públicamente desde junio de 1931. Muy impresionado con la humildad del futuro santo, Pasetto resultó fundamental al hacer que Pío XI ordenara a la Santa Sede que revocara su prohibición de la celebración pública de la Misa del Padre Pío, diciendo: "No he estado mal dispuesto hacia el Padre Pío, pero he sido mal informado".
Consultor de las Sagradas Congregaciones de Asuntos de Religiosos (12 de diciembre de 1922) y Propaganda Fide (20 de julio de 1925). Sucedió a Vincenzo Lapuma, creado cardenal, como secretario de la Sagrada Congregación de Religiosos (20 de diciembre de 1935) y pasó a ser asistente del Trono Pontificio (19 de enero de 1936). Fue promovido a la sede arzobispal titular de Iconio (22 de septiembre de 1937). Durante quince años colaboró con los cardenales prefectos de la Sagrada Congregación de Religiosos: Vincenzo Lapuma (1935-1943), Alexis Lépicier OSM (1943-1945), y Luigi Lavitrano (1945-1950). En junio de 1946 concedió permiso a Josemaría Escrivá para que pudiera tener al Santísimo Sacramento en su casa.
Anciano y enfermo, presentó su renuncia al Papa Pío XII, quien lo nombró patriarca titular de Alejandría para los latinos (11 de noviembre de 1950), y al mismo tiempo nombró un nuevo prefecto y un nuevo secretario de Religiosos, respectivamente al cardenal Clemente Micara y al claretiano español Arcadio María Larraona Saralegui, futuro cardenal.
Tras mudarse a Venecia, pasó los meses que le quedaban allí y falleció a la edad de 82 años. Tras su muerte, el patriarcado titular de Alejandía permaneció vacante durante diez años, hasta que fue suprimido por el Papa Pablo VI junto con los de Constantinopla y Antioquía (enero de 1964).
Está enterrado en la Iglesia de santa María de los Ángeles (Venecia).